# Loud (album, Rihanna)
Loud je páté studiové album barbadoské R&B a Pop zpěvačky Rihanny. Album bylo nahráno u Def Jam Recordings. Nejúspěšnějšími písněmi z alba jsou 2x platinové singly "Only Girl (In the World)" a "What's My Name" (ft. Drake). Prvně zmiňovaná píseň vyhrála cenu Grammy.

## O Albu
Album bylo nahráno v období od února do srpna 2010. Hudbu složili proslulí hudební producenti StarGate, The Runners, Polow da Don, Tricky Stewart, Alex da Kid a další.
Hosty na albu jsou umělci Drake, Nicki Minaj a Eminem.
Prvním singlem z alba byla dance-popová píseň "Only Girl (In the World)", ta se umístila na první příčce žebříčku Billboard Hot 100 a stala se 2x platinovou v USA a platinovou ve Spojeném království. Prvních míst žebříčků dosáhla v USA, Spojeném království, Kanadě, Austrálii, Irsku a na Novém Zélandu. V české hitparádě Radio Top 100 se umístila na 4. příčce. Druhý singl, elektro-R&B píseň "What's My Name", se také umístil na prvním místě žebříčku Billboard Hot 100, stejný úspěch píseň měla i ve Spojeném království. V USA se stala 2x platinovou a ve Spojeném království platinovou. Třetím singlem je eurodance píseň "S&M". Ta opět obsadila první příčku žebříčku Billboard Hot 100, zaznamenala i velký mezinárodní úspěch. Čtvrtým vcelku úspěšným singlem je rocková balada "California King Bed", ta se umístila na 37. příčce. Pátý singl reggae píseň "Man Down" byl vydán v červenci a umístil se na 59. příčce. Šestý singl "Cheers (Drink to That)" byl vydán v srpnu a zaznamenal velký úspěch, umístil se na 8. příčce žebříčku Billboard Hot 100.

## Po vydání
Album debutovalo na třetí příčce žebříčku Billboard 200 s 207 000 prodanými kopiemi v první týden prodeje v USA. Celkem se alba v USA prodalo okolo 1,5 milionu kusů, ve Spojeném království se alba celkem prodalo také okolo 1,5 milionu kusů. V Česku se album umístilo na 12. příčce žebříčku Top 50 Prodejní.
Album obdrželo mezinárodně mnoho certifikací za prodej, například: platinová deska v USA, 5x platinová deska ve Spojeném království, 5x platinová v Irsku, 2x platinová v Austrálii a Kanadě, platinová v Belgii, Dánsku, Francii, Německu, Polsku, Švýcarsku a na Novém Zélandu.

## Seznam skladeb
| #  | Píseň                           | Host(é)     | Producent(i)               | Délka |
| -- | ------------------------------- | ----------- | -------------------------- | ----- |
| 1  | "S&M"                           |             | StarGate, Sandy Vee        | 4:04  |
| 2  | "What's My Name"                | Drake       | StarGate                   | 4:23  |
| 3  | "Cheers (Drink to That)"        |             | The Runners                | 4:22  |
| 4  | "Fading"                        |             | Polow da Don               | 3:20  |
| 5  | "Only Girl (In the World)"      |             | StarGate, Sandy Vee        | 3:55  |
| 6  | "California King Bed"           |             | The Runners                | 4:12  |
| 7  | "Man Down"                      |             | Shama "Sham" Joseph        | 4:27  |
| 8  | "Raining Men"                   | Nicki Minaj | Mel & Mus                  | 3:45  |
| 9  | "Complicated"                   |             | Tricky Stewart, Ester Dean | 4:18  |
| 10 | "Skin"                          |             | Soundz                     | 5:04  |
| 11 | "Love the Way You Lie (Pt. II)" | Eminem      | Alex da Kid                | 4:56  |

## Mezinárodní žebříčky
| Země                     | Umístění |
| ------------------------ | -------- |
| Austrálie                | 2        |
| Belgie                   | 2        |
| Česko                    | 12       |
| Dánsko                   | 2        |
| Irsko                    | 1        |
| Japonsko                 | 1        |
| Kanada                   | 1        |
| Německo                  | 2        |
| Norsko                   | 1        |
| Skotsko                  | 1        |
| Švýcarsko                | 1        |
| UK Albums Chart          | 1        |
| US Billboard 200         | 3        |
| US Billboard R&B/Hip-Hop | 1        |